# Analizador de gas Orsat

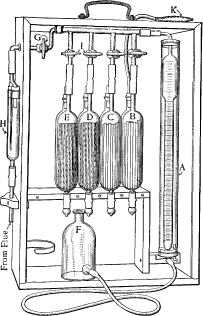
ORSAT analyzer

Un analizador de gas Orsat es un instrumento de laboratorio que se utiliza para analizar una muestra de gas (típicamente gas de combustión de combustibles fósiles) para estudiar su contenido de oxígeno, monóxido de carbono y dióxido de carbono. A pesar de que en gran parte fue reemplazado por técnicas instrumentales, el método Orsat sigue siendo un método fiable de medida y es relativamente sencillo de utilizar. Fue patentado antes de 1873 por Louis Hengist Orsat.

## Construcción
El aparato consiste esencialmente en una bureta calibrada y llena de agua conectada a partir del fenómeno de capilaridad a dos o tres pipetas de absorción que contienen soluciones químicas que absorben los gases que se quieren medir. Para seguridad y portabilidad, el aparato es normalmente ubicado dentro de una caja de madera.
Los absorbentes son hidróxido de potasio, pirogalol y cloruro de cobre amoniacal.
La base de la bureta está conectada a una botella para nivelar, para habilitar lecturas tomadas a presión constante y para transferir el gas desde y hacia el medio de absorción. La bureta contiene agua ligeramente acidulada con un indicador químico (típicamente naranja de metilo) para coloración.

## Método de análisis
Mediante una disposición de tubos de goma, el gas que se va a analizar se introduce en la bureta y se enjuaga varias veces. Utilizando las llaves de paso para aislar las pipetas de absorción, normalmente se extraen 100 ml en la bureta principal para facilitar el cálculo y se eleva el matraz de nivelación hasta que el agua esté nivelada entre él y la bureta. Esto asegura que la muestra tiene un volumen conocido y está en equilibrio con la presión de la sala. La cubiertade agua o glicerina asegura además que la muestra se mantenga a temperatura ambiente. 
A continuación, el gas pasa a la bureta de hidróxido de potasio (potasa cáustica) abriendo la llave de paso y levantando el matraz de nivelación. De este modo, se introduce agua en la bureta, que empuja el gas hacia el recipiente de absorción. El gas se deja en reposo durante unos dos minutos y luego se retira, aislando el gas restante mediante la llave de paso. A continuación, se repite el proceso para garantizar una absorción completa. A continuación, se vuelve a ajustar el matraz de nivelación hasta que el nivel de líquido sea igual entre ambos recipientes y se mide el nuevo volumen de gas. Si inicialmente había 100 ml de gas, el nuevo volumen indica el porcentaje de dióxido de carbono absorbido. Si una muestra después de la absorción contenía 88 ml de gas, entonces se registraría como 12% de dióxido de carbono.
La misma técnica se repite para el oxígeno, utilizando el pirogallo, y para el monóxido de carbono, utilizando el cloruro cuproso amoniacal, aunque dependiendo de cualquier medio de absorción adicional el proceso puede ser diferente. El hidróxido de potasio, por ejemplo, también absorbe el dióxido de azufre, por lo que el paso para medir el SO2 tendría que ser el primero. 
Otros tipos
- Productos Orsat-Aimer Aparatos Orsat
- Aparato Orsat-Fischer
- Aparato Orsat-Lunge
- Aparato Orsat-Friedrichs
- Aparato Sona Orsat
- Analizador de gases Orsat tipo Fischer